# Antonio Sacchini
Antonio Maria Gaspare Sacchini (Florència, 14 de juny de 1730 - París, 6 d'octubre de 1786) fou un compositor italià pertanyent a l'escola de música napolitana, però particularment actiu a París.
Es trobà immergit en la querella entre gluckistes i piccinistes. La seva obra mestra i darrera estrenada en vida, Oedipe à Colone (1786), mostra que s'inclinà més cap a Gluck.

## Biografia
Fill de pescadors humils, estava predestinat a seguir la professió dels seus pares. Encara molt jove es va traslladar a Pozzuoli, prop de Nàpols, i va ser escoltat pel ja conegut Francesco Durante a cantar algunes cançons populars. Va quedar tan satisfet amb la justa entonació i la intel·ligència viva del nen que va demanar a la seva família per poder entrar al conservatori Sant'Onofrio.
Després d'haver estudiat els principis de la música, Sacchini va aprendre violí sota la direcció d'un mestre anomenat Nicolus Forenza i començà a tenir un cert grau d'habilitat. Durant el mateix període, Gennaro Manna li va donar classes de cant. Es va convertir en un deixeble de Francesco Durante, amb el que va estudiar harmonia i contrapunt. Els seus estudiants van ser Johannes Amon, Louis-Charles Ragué, Piccinni i Guglielmi, entre els de la seva pròpia edat.
En el moment de la mort del seu mestre (1755), tenia vint-i-cinc anys, l'any següent va compondre un Intermezzo en dues parts titulat Fra' Donato, que va ser executat amb gran èxit entre els estudiants de l'escola. Escrivia de tant en tant algunes petites òperes en dialecte napolità, eren de segon o tercer ordre, però el van donar a conèixer.
El 1762 va rebre un encàrrec per compondre una òpera seriosa per representar al Teatro Argentina de Roma. La bona acollida que va rebre a aquesta ciutat el va fer decidir a escollir-la per viure-hi. Hi va romandre set anys durant els quals va viatjar per diverses ciutats d'Itàlia per veure òperes sèries i buffes. El gran èxit de la seva Alessandro nell'India representada a Venècia el 1768, li va procurar el càrrec de director del Conservatori dell'ospedaletto a la mateixa ciutat. Immediatament va prendre possessió i durant els pocs anys que el va ocupar, va formar a excel·lents estudiants de cant, en particular la Ferrarese, que sembla que va ser la seva amant.
Va escriure per a molts monestirs i esglésies, misses, vespres i motets, en els que va assenyalar un estil elegant, elegant, senzill i ple de dolces melodies de la dolça amb una tendra expressió. Charles Burney es va reunir amb ell a Venècia el 1770: gaudia aleshores d'una gran reputació i havia compost Scipione in Cartagine, amb un èxit complet. Les seves composicions eren ja de quaranta òperes sèries i deu buffes, i encara no tenia trenta-sis anys.
Cap a finals de 1771 Sacchini realitzà un viatge a Alemanya de diversos mesos i va compondre per al teatre de Mònaco i Stuttgart, dues obres poc conegudes, va arribar a Londres l'abril de 1772, on en un principi es representen algunes de les seves obres antigues. Llavors ell va donar, al Teatro Real, Il Cid (gener de 1773), un mes després de Tamerlano, Lucio Vero (desembre de 1773) i el 1774 Nitetti e Perseo. Venanzio Rauzzini, llavors el primer castrato italià al teatre a Londres, havia estat vinculat amb Sacchini per una profunda amistat i li fou en un primer moment útil, cantant el primer rol de les òperes que escrivia el compositor. Això es va acabar quan es van enemistar.

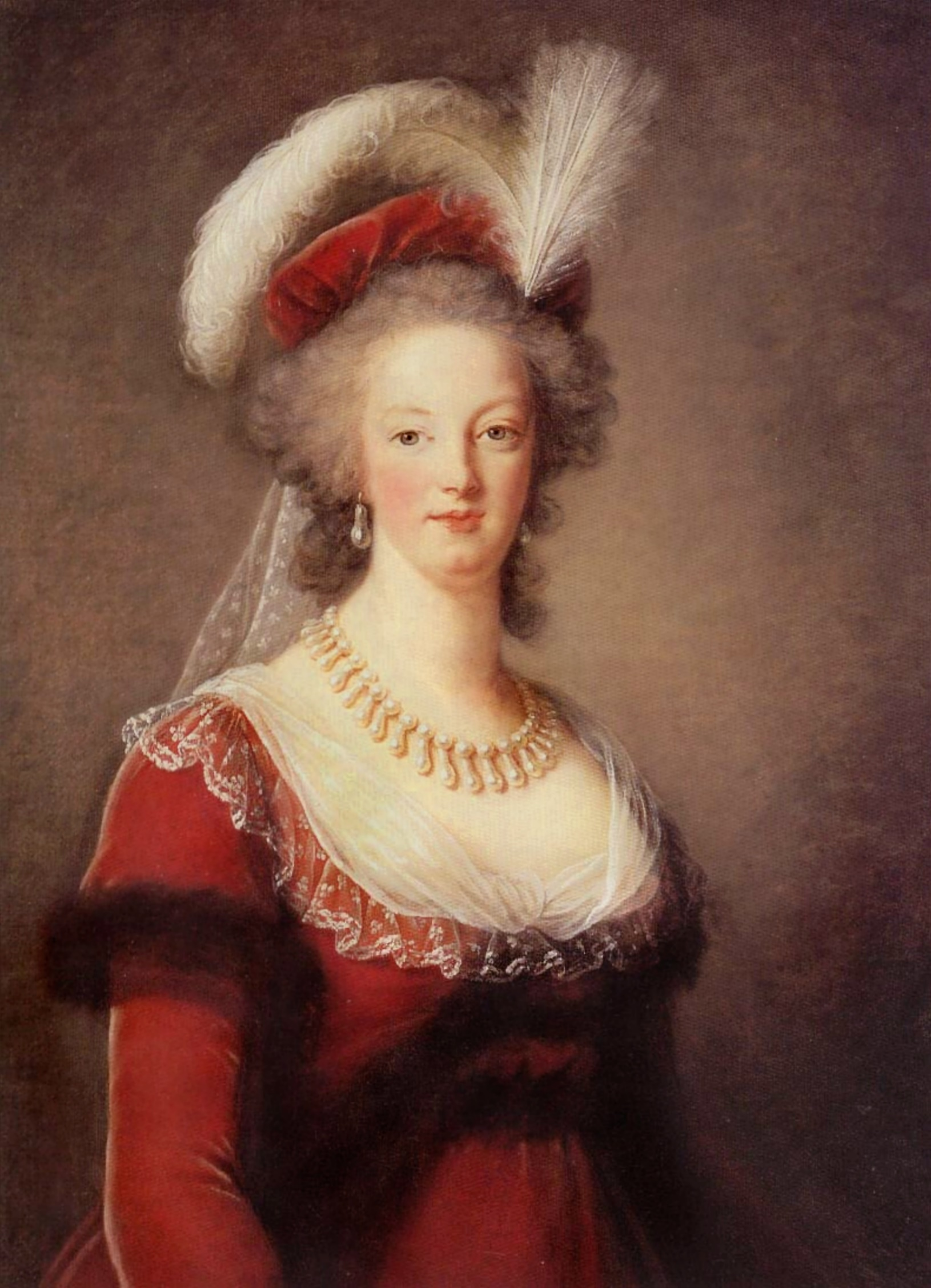
Maria Antonieta l'any 1786, any en què va morir Sacchini

El gust entusiasta de Sacchini per les dones, el seu luxe, el seu cost massa desproporcionat als seus ingressos, li va portar molts enemics i el zel dels seus protectors va caure. La seva salut es va veure afectada, el seu treball no funcionava com abans, a causa de la preocupació pel mal estat de les seves finances. Finalment, les coses van arribar a un punt en què es va veure obligat a sortir d'Anglaterra per evitar els seus creditors i tornar a París el 1782 per invitació del Framery, que havia donat a conèixer la seva música en aquesta ciutat, de traduir la seva Isola d'amore a La colonie.
L'arribada de Sacchini va despertar poca sensació a París que estava ocupada encara amb les diferències entre els partidaris de Gluck i Piccinni. La residència de Josep II en aquesta ciutat va ser una feliç circumstància per Sacchini, perquè aquest príncep, que li agradava la música italiana i en particular la de Sacchini, el va recomanar a la seva germana (Maria Antonieta, reina de França), la protecció va escombrar tots els obstacles que s'oposen a la representació de les seves obres. Framery havia ajudat al resorgiment del seu Rinaldo per al públic francès. S'hi afegiren noves escenes i diverses àries. El treball es va presentar al teatre el dia 25 de febrer del 1783 i va obtenir un èxit mediocre. Una altra prova similar es va intentar en la traducció de Il Cid amb el títol de Chimène i va ser de més èxit, encara que les dues obres tenien una gran bellesa. Dardanus, tampoc va obtenir més que una freda acollida el 1784. Sacchini havia acabat la partitura del seu bell Oedipe à Colone a principis de 1785, però l'autor no va tenir la satisfacció de veure-la representada tot i que la reina li ho havia promès.
Sacchini va morir el 6 d'octubre de 1786 a l'edat de cinquanta-sis anys. Va deixar sense acabar la partitura d'Arvire et Eveline que va ser acabada per Jean-Baptiste Rey, director de l'Òpera. Quan Sacchini va tancar els ulls, la mateixa gent que l'havia perseguit en vida, es va reunir per retre-li homenatge. Tots els artistes foren presents al funeral, entre els deixebles que hi assistiren si trobava Elizabeth Weichsell Billington i el seu alumne preferit Henri-Montan Berton.

## Òperes
| Títol                                                         | Gènere           | Actes   | Lloc estrena               | Data estrena                                                       |
| Fra Donato                                                    | intermezzo       | 2 actes | Nàpols                     | 1756                                                               |
| Il giocatore                                                  | intermezzo       |         | Nàpols                     | 1757                                                               |
| Olimpia tradita                                               | commedia         |         | Nàpols                     | 1758                                                               |
| Il copista burlato                                            | commedia         |         | Nàpols                     | 1759                                                               |
| La vendemmia                                                  | intermezzo       | 1 act   | Roma, revisada a Barcelona | 1760, 1767                                                         |
| Il testaccio                                                  | opera buffa      |         | Roma                       | 1760                                                               |
| I due fratelli beffati                                        |                  |         | Nàpols                     | 1760                                                               |
| Andromaca                                                     | opera seria      |         | Nàpols                     | 30 de maig de 1761                                                 |
| La finta contessa                                             | farsetta         |         | Roma                       | 1761                                                               |
| Li due bari                                                   | opera buffa      |         | Nàpols                     | 1762                                                               |
| L'amore in campo                                              | dramma giocoso   | 2 actes | Roma                       | 1762                                                               |
| Alessandro Severo                                             | opera seria      | 3 actes | Venècia                    | Carnaval 1763                                                      |
| Alessandro nell'Indie                                         | opera seria      |         | Venècia                    | 1763                                                               |
| Olimpiade                                                     | opera seria      | 3 actes | Pàdua                      | 1763                                                               |
| Semiramide riconosciuta                                       | opera seria      | 3 actes | Roma                       | 1764                                                               |
| Eumene                                                        | opera seria      |         | Florència                  | 1764                                                               |
| Il gran Cidde                                                 |                  |         | Roma                       | 1764                                                               |
| Lucio Vero                                                    | opera seria      |         | Nàpols                     | 4 de novembre de 1764                                              |
| Il finto pazzo per amore                                      | intermezzo       | 2 actes | Roma                       | 1765                                                               |
| Creso                                                         | opera seria      | 3 actes | Nàpols, revisada a Londres | 1765, 1774                                                         |
| La contadina in corte                                         | opera buffa      |         | Roma, revisada Londres     | 1765, 1782                                                         |
| L'isola d'amore                                               | dramma giocoso   | 2 actes | Roma                       | 1766                                                               |
| Le contadine bizzarre                                         |                  |         | Milà                       | 1766                                                               |
| Artaserse                                                     | opera seria      | 3 actes | Roma                       | 1768                                                               |
| Nicoraste                                                     | opera seria      | 3 actes | Venècia                    | 1769                                                               |
| Scipione in Cartagena                                         | opera seria      |         | Múnic                      | 8 de gener de 1770                                                 |
| Calliroe                                                      | opera seria      |         | Ludwigsburg                | 1770                                                               |
| L'eroe cinese                                                 | opera seria      |         | Múnic                      | 1770                                                               |
| Adriano in Siria                                              | opera seria      |         | Venècia                    | 1770                                                               |
| Ezio                                                          | opera seria      |         | Nàpols                     | 1771                                                               |
| Armida                                                        | opera seria      | 3 actes | Milà                       | 1772                                                               |
| Vologeso                                                      | opera seria      |         | Parma                      | 1772                                                               |
| Tamerlano                                                     | opera seria      |         | Londres                    | 1773                                                               |
| Il Cid                                                        | opera seria      |         | Londres                    | 19 de gener de 1773                                                |
| Perseo                                                        | opera seria      | 3 actes | Londres                    | 1774                                                               |
| Nitteti                                                       | opera seria      | 3 actes | Londres                    | 1774                                                               |
| Montezuma                                                     | opera seria      | 3 actes | Londres                    | 1775                                                               |
| Erifile                                                       | opera seria      | 3 actes | Londres                    | 1778                                                               |
| L'amore soldato                                               | dramma giocoso   | 3 actes | Londres                    | 1778                                                               |
| L'avaro deluso, o Don Calandrino                              | dramma giocoso   | 3 actes | Londres                    | 1778                                                               |
| Enea e Lavinia                                                | opera seria      | 3 actes | Londres                    | 1779                                                               |
| Mitridate                                                     | opera seria      |         | Londres                    | 1781                                                               |
| Renaud (revisió d'Armida)                                     |                  | 3 actes | París                      | 1783 partitura Arxivat 2007-07-11 a Wayback Machine.               |
| Chimène (revisió de Il gran Cidde)                            | tragédie lyrique | 3 actes | Fontainebleau              | 1783                                                               |
| Dardanus                                                      | tragédie         | 4 actes | París                      | 1784 partitura Arxivat 2007-07-11 a Wayback Machine.               |
| Oedipe à Colone                                               | tragédie lyrique | 3 actes | Versalles                  | 4 de gener de 1786 partitura Arxivat 2007-06-17 a Wayback Machine. |
| Arvire et Evelina (incompleta, acabada per Jean-Baptiste Rey) | tragédie lyrique | 3 actes | París                      | 1788                                                               |